# Eugene Zador
Eugene (Jenö) Zador (født 5. november 1894 i Bátaszék, Ungarn, død 5. april 1977 i Los Angeles, Californien, USA) var en ungarsk/amerikansk komponist, og lærer.
Zador studerede komposition på Musikkonservatoriet i Wien, og senere i Leipzig med Max Reger, og på Münster Universitet.
Han underviste i komposition på Liszt Akademiet i Budapest  og Musikkonservatoriet i Wien. Zador emigrerede til USA (1939), og arbejdede som filmkomponist for Metro-Goldwyn-Mayer (M-G-M) og komponerede anonymt til mange film, og harmoniserede og orkestrerede andre filmkomponisters musik. Han har skrevet fire symfonier, orkesterværker, kammermusik, operaer, balletmusik, vokalmusik, filmmusik etc. Hans musik røber inspiration fra Richard Strauss og Max Reger.

## Udvalgte værker
- Symfoni nr. 1 "Romantisk" (1922) - for orkester
- Symfoni nr. 2 "Teknisk Symfoni" (1932) - for orkester
- Symfoni nr. 3 "Danse Symfoni" (1936) - for orkester
- Symfoni nr. 4 "Børnenes Symfoni" (1941) - for orkester